# Cheepie
 (juillet 2020).
Cheepie est une ville de la localité d'Adavale dans le comté de Quilpie, Queensland, en Australie.

## Géographie
Située à l'Est de la ville de Quilpie, dans l'Outback australien, Cheepie est située le long de la Diamantina Developmental Road entre Quilpie et Charleville.

## Histoire
La station de chemin de fer de Cheepie a été construite en 1914 et 1916. La localité est officiellement reconnue en 1914. La ville s'est agrandie autour de la station avec l'ajout d'un commissariat de police, d'un forgeron, un boucher, un boulanger, une pension sous une tente et deux potagers.
L'école provisoire de Cheepie ouvre le 14 octobre 1915 et ferme en juin 1917. Le 9 juin 1930, elle rouvre sur un nouveau site. Elle devient la Cheepie State School en 1933. Elle ferme le 11 avril 1974.
Le Royal Mail est le premier hôtel de Cheepie, ouvrant ses portes en 1926.

## Toponymie
Le nom Cheepie viendrait d'un mot issu de la langue du peuple Wadjalang décrivant le cri du canard siffleur.